# Manuel Hernández Mompó
Manuel Hernández Mompó (Valencia, 10 de octubre de 1927-Madrid, 25 de enero de 1992) fue un pintor español.
Empezó a frecuentar la Escuela de Artes y Oficios de Valencia con trece años de edad, aunque comenzó sus estudios oficialmente en 1943, obteniendo en 1948 una beca para la Residencia de Pintores de Granada. 
Realizó su primera exposición individual en la Galería Mateu de Valencia en 1951. El año 1954 se trasladó a París, desplazándose posteriormente a la Academia Española de Bellas Artes de Roma y a Holanda. Su obra, basada en la interpretación de paisajes y temas urbanos, va tomando una mayor libertad influenciada por las corrientes abstractas y el informalismo.
Fue una de las más destacadas figuras de la generación española de los años cincuenta vinculada a la abstracción. Sin pertenecer a ningún grupo ni adscribirse a ningún estilo, comenzó investigando en el ámbito de la figuración, evolucionó hacia el arte abstracto y acabó encontrando un lenguaje propio.
En 1958 obtuvo una beca de la Fundación Juan March, dedicándose al estudio de las técnicas del mosaico. De regreso a España, se instaló en Madrid, donde vivió desde entonces alternando estancias entre Ibiza y Mallorca. En la década de los cincuenta su obra se centra básicamente en la técnica del guache y del óleo sobre papel, con una temática popular de escenas de calles y fiestas populares, que, paulatinamente, irá sufriendo un proceso de disolución de la forma, llevándole hacia una pintura abstracta con sugerencias figurativas.
Desde sus años de formación acusa la influencia de la luz, propia de la escuela de pintores levantinos. Esta luz mediterránea queda plasmada en sus telas a través del predominio del blanco y tonos muy luminosos, que alternan con obras en la gama de los grises.

## Premios y reconocimientos
En 1968 es seleccionado para la Bienal de Venecia donde obtiene el Premio de la Unesco. En los años setenta, centra sus investigaciones sobre la luz y el color en el metacrilato, para adentrarse, en 1981, en el ámbito de la escultura, realizando unas planchas metálicas dobladas que mantienen la huella del blanco y el gris de sus obras anteriores. 
En 1984 obtuvo el Premio Nacional de Artes Plásticas y en 1992 el Ministerio de Cultura español le concede, a título póstumo, la Medalla de Oro al mérito en las Bellas Artes. A lo largo de su carrera realizó un gran número de exposiciones individuales y colectivas y su obra se encuentra representada en numerosos museos: Museo Reina Sofia de Madrid,  Museo de Bellas Artes de Valencia, IVAM, Centro Andaluz de Arte Contemporáneo Sevilla, Museo de Arte Abstracto Español de Cuenca o el Museo de Arte Moderno  de Gotemburgo.